# Shijōnawate
Shijōnawate (四條畷市, Shijōnawate-shi) est une municipalité ayant le statut de ville (市, shi) dans la préfecture d'Osaka au Japon. La ville a reçu ce statut en 1970. En 2017, la ville a le maire le plus jeune du Japon (28 ans, deuxième plus jeune maire de l'histoire du Japon).

## Géographie

Shijonawate au sein de la préfecture d'Osaka.

La ville de Shijonawate se situe à l'est de celle d'Osaka.

### Localisation

#### Distance
| Ville    | Osaka | Sakai | Kobe  | Kyoto | Tokyo  |
| -------- | ----- | ----- | ----- | ----- | ------ |
| Distance | 22 km | 32 km | 34 km | 56 km | 501 km |

Source : itinéraire le plus court

## Endroits et bâtiments notables
La ville abrite le Shijōnawate-jinja où est vénéré le kami de Kusunoki Masatsura.

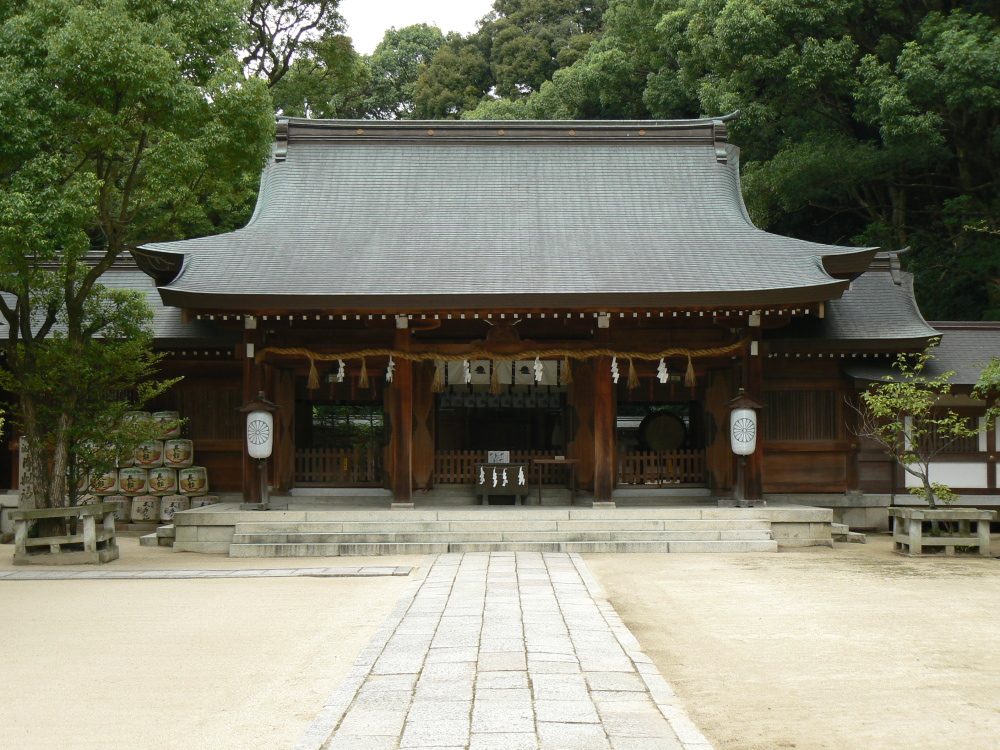
Shijōnawate-jinja.

## Transports
- West Japan Railway Company
  - Ligne Katamachi : station de Shinobugaoka